# Juan Vernet Ginés
Juan Vernet Ginés (Barcellona, 31 luglio 1923 – Barcellona, 23 luglio 2011) è stato un orientalista, arabista e storico spagnolo, di cultura catalana.

## Biografia
Della sua educazione secondaria, Juan Vernet Ginés (ma in catalano Joan Vernet i Ginés) riconoscerà l'influenza che ebbero su di lui le lezioni della professoressa Maria Comas e del dott. Febrer, cui egli deve i primi rudimenti conoscitivi d'astronomia matematica. Nel 1943, mentre lavorava nella Biblioteca dell'Ateneo di Barcellona, cadde sotto i suoi occhi il Saggio di storia delle idee fisiche e matematiche nella Catalogna medievale di Josep Mª Millàs Vallicrosa, che marcherà per sempre la sua specializzazione all'interno degli studi arabistici che affronterà e porterà a termina.
Mentre stava completando i suoi studi universitari nella Università di Barcellona (1946), realizzò il suo primo viaggio in Marocco, come professore nel Centro Oficial de Enseñanza Media de Alcazarquivir. Si laureò in Lettere e Filosofia nell'Università di Madrid - Complutense (1948) con una tesi su Ibn al-Banna e in seguito ottenne la nomina di professore aggiunto per la cattedra di "Storia della scienza araba" nell'Università di Barcellona, diventando in seguito professore ordinario di "Lingua e Letteratura Araba" (1954-1987). All'interno di tale ateneo, assisté alla divisione dei Dipartimenti di Arabo ed Ebraico (1966); lavorò con Lorenzo Guilera, direttore del Laboratorio di Calcolo, nel progetto pilota in Europa di catalogazione delle Biblioteche (1970); e collaborò infine con Carles Simó e Teresa Martínez Saez per il progetto di un programma per l'analisi morfologica automatica dei testi semitici.
Ha tenuto conferenze nelle più prestigiose università del mondo e nelle principali Accademie: Roma, Parigi, Teheran, Damasco, Tunisi, vari atenei d'Algeria e Marocco, Edimburgo, Amsterdam, Bruxelles, Bonn, Tubinga, Francoforte, Ginevra, Mosca, Atene, Copenaghen, Budapest, Buenos Aires, Berkeley, e altri ancora.

## Contributi
Juan Vernet è uno dei massimi promotori degli studi specialistici sulla scienza araba e sull'evoluzione della scienza medievale (specialmente l'astronomia e la cartografia nautica) e del Rinascimento, temi che ha trattato magistralmente in numerosi libri (39) e articoli (più di 300).
Fra le sue linee di ricerca, le più significative sono: lo studio dell'opera scientifica di Llorenç Presas, l'identificazione dell'originale arabo del celebre Flores Astrologiae di Albumasar, la descrizione del panorama scientifico di al-Andalus dei secoli VIII e IX o i suoi studi sull'Islam che trattano la sua dimensione storica, tra traduzione del Corano, la biografia di Maometto.
Nel suo insegnamento universitario, Vernet diresse il gruppo barcellonese di storici della scienza medievale, fondato da Josep María Millàs Vallicrosa all'inizio degli anni settanta.

## Altri incarichi e riconoscimenti
Membro della Real Academia de Buenas Letras de Barcelona (1959); dell'Académie Internationale d'Histoire des Sciences di Parigi (1960), della quale fu anche vice Presidente (1969-72), fu direttore e successore di Jaime Vicens Vives dell'Índice Histórico Español (1960-63); della Commissione Scientifica CSIC (1978); dell'Institución Milá y Fontanals (CSIC), della quale fu Direttore (1980-85); dell'Institut d'Estudis Catalans (1980); della Real Academia de la Historia (1981); della Royal Asiatic Society di Londra (1986); della Société Asiatique di Parigi (1991); e di molte altre istituzioni scientifiche e culturali spagnole e straniere.
È stato il primo titolare della cattedra dell'Institut du Monde Arabe (1990); inaugurò il ciclo di conferenze della Grande Moschea di Parigi (1990-1991); fu nominato presidente del Fifth Internacional Symposium of History of Arabic Science nel 1992.
Ha collaborato con riviste quali Al-Andalus, Al-Qantara, Temas árabes, Oriens, Archives Internationales d'Histoire des Sciences, Mathematical Reviews, nella redazione dell'Encyclopédie de l'Islam/Encyclopaedia of Islam, ed è stato l'autore di varie biografie di scienziati spagnoli e arabi per il Dictionary of Scientific Biography.

## Premi
Ha ricevuto, fra gli altri:
- Medaglia Monturiol (1985)
- Placca d'Onore del Governo Andorrano (1985)
- Medaglia George Sarton (1991)
- Premio Menéndez Pidal (1993)
- Medaglia Alexandre Koyré (1995, assieme a Julio Samsó e a tutta l'équipe di storici della scienza medievale dell'Instituto Millàs Vallicrosa)
- Cruz de Sant Jordi (2002)
- Premio Sharjah di Cultura Araba (2004)

## Opere

### Traduzioni
- El Corán, Barcelona, Plaza & Janés, 2001.
- Las mil y una noches, Barcelona, Círculo de Lectores, 2006.

### Selezione di opere
- Literatura árabe, Barcelona, El Acantilado, 2002.
- Astrología y astronomía en el Renacimiento: la revolución copernicana, Barcelona, El Acantilado, 2000 ISBN 84-95359-11-1. sull'influenza dell'astronomia araba in Copernico
- Historia de la ciencia española, Barcelona, Alta Fulla, 1998. ISBN 84-7900-094-5
- La cultura hispanoárabe en Oriente y Occidente, Ariel, 1978. ISBN 84-344-7807-2, pubblicata in seguito col titolo Lo que Europa debe al Islam de España, Barcelona, El Acantilado, 1999. ISBN 84-930657-2-2
- Estudios sobre Historia de la Ciencia Medieval, Barcelona, Universidad de Barcelona, 1979.
- El Islam y Europa, Barcelona, El Albir, 1982.
- La ciencia en al-Andalus, Sevilla, Editoriales Andaluzas Unidas, 1986. ISBN 84-7587-081-3
- Mahoma, Barcelona, Planeta Agostini, 2006.
- Los orígenes del Islam, Barcelona, El Acantilado, 2001. ISBN 84-95359-62-6
- De ʿAbd al-Rahman I a Isabel II, Barcelona, Universidad de Barcelona, 1989.
- Historia de la Ciencia y Cultura (numero monografico della rivista Anthropos, nº 117)